# Wojna birmańsko-syjamska (1548–1549)
Wojna birmańsko-syjamska 1548–1549 – konflikt pomiędzy birmańskim Królestwem Taungngu a syjamskim Królestwem Ayutthaya.
Wydarzeniem tej wojny była bohaterska śmierć królowej Suriyothai oraz jej córki. Z tego powodu w Tajlandii wojna zyskała miano „Wojny która doprowadziła do utraty królowej Suriyothai”. Inna nazwa to: Wojna z królem Tabinshwehti.

## Tło historyczne
W roku 1531 Tabinshwehti zasiadł na tronie Królestwa Taungngu położonego na północnym wschodzie Mjanmy (Birmy), rozpoczynając dwudziestoletni okres umacniania władzy na podbitych terenach. W roku 1539 król Birmy podbił Królestwo Monów ze stolicą w Pegu i jego południową częścią zajmującą tereny wzdłuż wybrzeża, które znajdowały się przez pewien czas pod władzą Syjamu.

## Przebieg wojny
Podboje króla Birmy odbiły się szerokim echem w Królestwie Ayutthaya rządzonym przez króla Maha Chakkraphata. Obawiając się ataku na Syjam, Maha Chakkraphat wykonał atak wyprzedzający na Tawè, znajdujące się przed laty w strefie wpływów syjamskich. W tej sytuacji Tabinshwehti wydzielił część sił z Arakanu, gdzie akurat prowadził kampanię wojenną, i rzucił je na Ayutthayę. Z pomocą 180 dobrze uzbrojonych i wyszkolonych portugalskich najemników wyparł siły syjamskie z Tawè w kierunku Ayutthayi, która została oblężona. W trakcie oblężenia w niebezpieczeństwie znalazł się król Syjamu, któremu z pomocą przyszła przebrana w strój żołnierza królowa Suriyothai. Władczyni poniosła śmierć w walce z ręki księcia Pyain. W bitwie poległa też jej córka, a syn króla – Ramesuan – oraz jego brat i zięć dostali się do birmańskiej niewoli.
Maha Chakkraphat kontynuował obronę Ayutthayi, która wyczerpała siły oblegających wojsk. Syjamczycy dysponowali duża liczbą dział importowanych z Chin, a najsłabszego odcinka fortyfikacji broniło 50 portugalskich najemników, których nie udało się przekupić. Gdy po czterech miesiącach oblężenia Birmańczykom zaczęło brakować zaopatrzenia, Tabinshwehti zdecydował się na odwrót.
Wycofujący się Birmańczycy próbowali splądrować bogate miasto Kamphaeng Phet, jednak natknęli się tam ponownie na portugalskich najemników, którzy użyli do obrony rakiet zapalających, co zmusiło Birmańczyków do wycofania artylerii i ukrycia jej pod mokrymi skórami. Z trudnej sytuacji uratował Tabishwehtiego fakt posiadania jeńców należących do królewskiej rodziny. Król Syjamu zaproponował rozmowy pokojowe. W zamian za umożliwienie swobodnego odejścia Tabinshwehti zgodził się zwolnić swoich królewskich jeńców, po czym powrócił do Birmy przez przełęcz Raheng.